# Tomb Raider: Anniversary
Tomb Raider: Anniversary (también conocido como Lara Croft Tomb Raider: Anniversary) es un videojuego de acción-aventura de disparos en tercera persona desarrollado por Crystal Dynamics y Buzz Monkey Software y publicado por Eidos Interactive en 2007 para PlayStation 2, Microsoft Windows, Wii, Xbox 360, PSP y teléfonos móviles. Más tarde se portó a OS X en 2008 y a PlayStation 3 en 2011. La octava entrada general en la serie Tomb Raider y la segunda en la trilogía Legend, Anniversary es una nueva versión del primer juego de Tomb Raider, lanzado originalmente en 1996.
Teniendo lugar antes de los eventos de Tomb Raider: Legend de 2006, Anniversary sigue la búsqueda de la protagonista de la serie, Lara Croft, del Vástago de la Atlántida. El juego presenta a Lara navegando por niveles lineales, luchando contra enemigos y resolviendo acertijos para progresar. La versión de Wii incluye elementos de control de movimiento exclusivo de la consola, y la adaptación móvil. Presenta un juego de  desplazamiento lateral que emula los títulos móviles anteriores de Tomb Raider.
Tras la finalización de Legend, Crystal Dynamics comenzó a desarrollar Anniversary. Usando el motor Legend, el equipo reconstruyó la probabilidad y los niveles, y el cocreador de la serie, Toby Gard, amplió la narrativa. El compositor Troels Bryan Folmann reo y añadió a la música un estilo orquestal. Un remake del Tomb Raider original estaba siendo creado inicialmente por los creadores de la franquicia Core Design, pero el proyecto fue cancelado tras su venta a Rebellion Developments en 2006.
Tras su lanzamiento, Anniversary recibió críticas generalmente positivas de los críticos que lo consideraron un remake digno del juego original, aunque algunas críticas se dirigieron a los gráficos del juego y a problemas técnicos ocasionales. La versión de Wii también dividió opciones, con algunos críticos elogiados la implementación de los controles de movimiento, pero otros criticándolos. Si bien alcanzó altas posiciones en las listas de ventas, el juego se convertiría en la entrada más vendida de la franquicia, vendiendo sólo 1.3 millones de copias en todo el mundo, en comparación con los 7 millones del juego original. El juego fue seguido por Tomb Raider: Underworld (2008), el último de la trilogía Legend que tiene lugar directamente después de los eventos de Legend.

## Historia
La historia comienza en 1945 con la detonación nuclear de un artefacto desconocido en Los Álamos, Nuevo México. De la explosión se salió un ser con alas que se fue volando al cielo con un grito desgarrador.
51 años después, en 1996, la historia nos sitúa en Calcuta, capital del estado indio de Bengala Occidental. Un desconocido llamado Larson, desde su suite en el Hotel Imperial, envía un mensaje para concertar una cita con la arqueóloga Británica Lara Croft. Jacqueline Natla, Presidenta de Natla Technologies, se entrevista con Lara para ofrecerle la oportunidad de recuperar un antiguo artefacto llamado el Scion de la Atlántida.
Lara acepta el trabajo. Su primera misión comienza en Perú. Lara se adentra en la Ciudad de Vilcabamba, una antigua ciudad Inca, para encontrar la "Tumba de Qualopec" donde está la primera pieza del Scion. Pero Lara pronto descubre que todo ha sido una trampa de Natla, al sorprender a Larson intentando robarle la parte del Scion y matarla. Tras interrogar a Larson, Lara descubre que Natla había decidido matarla una vez que encontrase los artefactos. Larson le dice a Lara que Natla ha enviado a Pierre, un arqueólogo francés, para encontrar otra pieza del Scion. Lara se infiltra en el despacho de Natla y averigua que dicha pieza se encuentra en el Monasterio de St. Francis Folly, en Grecia. Lara encuentra la segunda pieza en la "Tumba de Tihocan", donde, al unir las dos piezas, descubre que la tercera parte está en la Ciudad de Khamoon en Egipto. Lara encuentra la tercera parte, pero dos mercenarios de Natla le roban sus armas el Scion restaurado. Lara consigue escapar y sigue la pista hasta la ciudad perdida de la Atlántida, donde se desencadena la lucha final entre Lara y Natla.

## Niveles
Perú
- Cuevas
- Ciudad de Vilcabamba
- El valle perdido
- Tumba de Qualopec

Grecia
- St. Francis Folly
- Coliseo
- Palacio de Midas
- Tumba de Tihocan

Egipto
- Templo de Khamoon
- Obelisco de Khamoon
- Santuario del Scion

La isla perdida
- Minas de Natla
- La gran pirámide
- La lucha final

## Armas
- Pistolas  automáticas: Son excelentes para eliminar animales pequeños y medianos si estás a una altura en la que no te puedan alcanzar.

- Uzis: Pistolas del calibre 50, de disparo rápido, por lo que gastan mucha munición, pero son muy útiles para matar a enemigos grandes dando volteretas para que no te alcancen.

- Pistolas Magnum: Pistolas del calibre 50, son muy potentes y de largo alcance, muy útiles para matar enemigos grandes, ya que tienen mayor potencia que las pistolas automáticas comunes.

- Escopeta recortada: Escopeta recortada con retroceso y cámara de aire. No posee mucho alcance, pero aun así es muy poderosa, ya que puede producir un gran daño a los enemigos cuando éstos se encuentran a una distancia cercana.

- Gancho de escalador: Con este gancho podrás balancearte sobre fosos o usarlo para recorrer paredes y llegar a plataformas más lejanas, también podrás usarlo para bajar por las paredes a tierra firme o para alcanzar otros lugares o tirar de objetos.

- Botiquines: Disponemos de botiquines pequeños (que devuelven un 30% de vida) y grandes (con los que se recupera el 100% de vida)

## Noticias
- El 27 de octubre de 2006 Eidos Interactive publicó las primeras fotos oficiales del videojuego.
- El videojuego salió a la venta en España el 1 de junio de 2007, en edición normal y de coleccionista, para PlayStation 2 y PC. Desde el 22 de junio de 2007 se puede disfrutar de la misma versión para PSP.
- La demo se puede descargar desde el 25 de mayo de 2007 en Tomb Raider Chronicles.
- Existe una versión para Wii (en España disponible desde el 30 de noviembre de 2007[1]), considerada como la mejor de todas, según el director de la compañía.[cita requerida]